# 16 de novembre
El 16 de novembre o 16 de santandria és el tres-cents vintè dia de l'any del calendari gregorià i el tres-cents vint-i-unè en els anys de traspàs. Queden 45 dies per finalitzar l'any.

## Esdeveniments
Països Catalans
- 1354, l'Alguer, Sardenya: Pere el Cerimoniós conquereix definitivament la ciutat.
- 1882, Reus: S'inaugura el Teatre Fortuny.[2]
- 1938, Catalunya, esp. Terra Alta i Ribera d'Ebre: S'acaba la batalla de l'Ebre, la més sagnant de la Guerra Civil espanyola.[3]
- 1985, Barcelona: Deixa de publicar-se El Correo Catalán, diari fundat el 1876 i editat en castellà.
- 2003, Catalunya: s'hi celebren eleccions al Parlament; CiU guanya amb 46 escons, seguida del PSC (42), ERC (23), PP (15) i ICV (9).
- 2004: la Viquipèdia en català arriba a 10.000 articles!
- 2005, Brussel·les: el President de la Generalitat de Catalunya, Pasqual Maragall, i de la Generalitat Valenciana, Francesc Camps, parlen oficialment per primera vegada en català al Comitè de les Regions d'Europa, gràcies a l'acord signat el mateix dia amb l'ambaixador espanyol a la UE.
- 2005, Girona: el bisbe de Girona, Carles Soler i Perdigó, denúncia en un comunicat, amb el suport del Consell presbiterial que les emissions de l'emissora de ràdio de la COPE, denigren el poble Catalunya.
- 2008, Terrassa: els Minyons de Terrassa carreguen el primer 3 de 9 amb folre i l'agulla de la història. En aquesta mateixa actuació els Castellers de Sants descarreguen el 2 de 7 aixecat per sota, castell inèdit des de 1877.
- 2010, Nairobi, Kènia: els castells i el Cant de la Sibil·la de Mallorca són declarats Patrimoni Cultural Immaterial de la Humanitat pel Comitè Intergovernamental per a la Salvaguarda del Patrimoni Cultural Immaterial de la UNESCO.[4]
- 2014, Terrassa: els Castellers de Sants carreguen el seu primer pilar de 8 amb folre i manilles de la història.

Resta del món
- 1805, Estats Units: Tractat de Mount Dexter entre els Estats Units i els choctaws.
- 1870, Madrid: Amadeu de Savoia és proclamat rei d'Espanya com a Amadeu I.
- 1904, Londres, Anglaterra: John Fleming patenta el díode d'incandescència o vàlvula termoiònica que havia inventat basant-se en l'efecte Edison, que William Hammer, un dels enginyers d'Edison, havia descobert el 1883; aquest fet es considera l'inici de l'electrònica.
- 2004, Washington, Estats Units: George Bush nomena Condoleezza Rice, fins aleshores consellera de seguretat nacional, nova secretària d'estat en substitució de Colin Powell que havia dimitit el dia abans.

## Naixements
Països Catalans
- 1775, Morella, els Ports: Joaquim Oliet i Cruella, pintor neoclassicista valencià.
- 1874, Sant Daniel: Carme Auguet Comalada, mestra gironina fundadora de l'escola pública més antiga de la ciutat, l'Escola Eiximenis.[5]
- 1915, Terrassa, Vallès: Jacint Morera i Pujals, pintor català.
- 1959, València: Manuel Mata Gómez, polític i advocat valencià.
- 1974, Terrassa, Vallès Occidental: Mònica Van Campen, actriu i model catalana.
- 1976, Badalona, Barcelonès: Sònia Guirado, nedadora paralímpica catalana.[6]
- 1992, Terrassa, Vallès Occidental: Sarai Gascón, nedadora paralímpica catalana.

Resta del món
- 1717, París, França: Jean le Rond d'Alembert, matemàtic i filòsof francès.
- 1881, Montegiorgio, regió de les Marques, Itàlia: Domenico Alaleona, historiador i compositor italià[7]
- 1892, Sichuan, Xina: Guo Moruo, també conegut com a Dingtang, pseudònim del poeta, dramaturg, assagista i historiador xinès Guo Khaizen[8]
- 1895, Hanau, Hessen, Alemanya: Paul Hindemith, compositor alemany[9]
- 1902, Madrid, Espanya: Alfonso Sánchez Portela, fotògraf espanyol.
- 1921, Tver: Klavdia Totxónova, atleta russa, especialista en el llançament de disc i pes.
- 1922, Azinhaga, Portugal: José Saramago, escriptor portuguès.[10]
- 1924, Linz: Erika Mahringer, esquiadora austríaca.[11]
- 1940, Jaca, Osca: Maria Josefa Yzuel, pionera en el camp de l'òptica, tant en l'àmbit nacional com internacional.[12]
- 1950, Madrid, Espanya: Amelia Valcárcel, filòsofa espanyola.[13]
- 1951, Washington DC, Estats Units: Miguel Sandoval, actor estatunidenc.
- 1958, Larvik, Noruega: Anne Holt, política, novel·lista i advocada noruega, Ministra de Justícia de Noruega.
- 1964, Nanaimo, Canadà: Diana Krall, pianista i cantant de jazz canadenca.
- 1966, Milà: Roberta Invernizzi, soprano italiana especialitzada en música barroca.[14]
- 1985, Hèlsinki, Finlàndia: Sanna Marin, política finlandesa, Primera Ministra, la persona més jove del món en aquest càrrec.[15]
- 1988, Urmia, Iran: Helly Luv, cantant, ballarina, coreògrafa, actriu i model kurda.
- 1991, Egipte: Aliaa Magda Elmhady, activista feminista i ciberactivista egípcia.

## Necrològiques
Països Catalans
- 1613, València: Andreu Rei d'Artieda, militar, advocat, poeta i dramaturg valencià
- 1993, Barcelona: Tomàs Garcés i Miravet, advocat, poeta, traductor i professor universitari català
- 2004, Barcelona: Joan Ramon Mainat, periodista i productor televisiu català.
- 2006, 
  - Barcelona: Joaquim Xicoy i Bassegoda, advocat i polític català d'UDC que fou president del Parlament de Catalunya i Conseller de Justícia de la Generalitat de Catalunya.
  - Barcelona: Jordi Sarsanedas i Vives, escriptor i activista cultural.
- 2013, Barcelona: Ana de Tord, dissenyadora gràfica barcelonina[16]
- 2014, Barcelona: Antoni Maria Badia i Margarit, filòleg i lingüista català
- 2020, Barcelona: Maria Salvo Iborra, activista antifranquista[17]

Resta del món
- 1625, Palerm, Sicilia: Sofonisba Anguissola, pintora renaixentista italiana[18]
- 1932, Laren, Països Baixos: Carry van Bruggen, escriptora.[19]
- 1951, Londres: Dora Bright, compositora i pianista anglesa[20]
- 1960, Los Angeles, Califòrnia: Clark Gable, actor estatunidenc guanyador d'un Oscar al millor actor [21]
- 1972, Baden bei Wien: Vera Karalli, ballarina i actriu russa, pionera del cinema de dansa.[22]
- 1989, San Salvador, El Salvador: Ignacio Ellacuría, filòsof, escriptor i teòleg basc assassinat per militars salvadorencs
- 1993, Múnic: Lucia Popp, soprano eslovaca.
- 2009, Moscou: Ivan Khutorskoi, prominent membre del moviment antifeixista rus assassinat a casa seva en un suburbi de Moscou.
- 2015, Cracòvia, Polònia: Jerzy Katlewicz, director d'orquestra i pianista.[23]

## Festes i commemoracions
- Santoral: sant Euqueri de Lió, bisbe; Gertrudis de Hefta, abadessa; Alfric d'Abingdon, bisbe de Canterbury; Santa Margarida d'Escòcia, reina; Otmar de Sankt Gallen, abat; Agnès d'Assís, verge; Giuseppe Moscati, laic, metge.
- Dia Internacional per a la Tolerància
- Dia Mundial en Record de les Víctimes dels accidents de Trànsit